# الحرب على السلام (كتاب)
الحرب على السلام: نهاية الدبلوماسية وانحدار النفوذ الأمريكي هو كتاب صدر عام 2018 للصحفي الأمريكي رونان فارو ، ونشرته شركة دبليو دبليو نورتون [الإنجليزية] في 24 نيسان 2018 م.

## الاستقبال
وكتبت مجلة "ناشري الأسبوعية" أن "المؤلف فارو لا يوضح تمامًا كيف يمكن للدبلوماسية أن تنجح في مستنقعات مثل أفغانستان، ولكن اتهامه لعسكرة السياسة الخارجية الأميركية مقنع".

قالت روزا بروكس، في مراجعة الكتاب لصحيفة واشنطن بوست:
على الرغم من أن كتاب "الحرب على السلام" لا يحقق طموحاته الأوسع بالكامل، إلا أنه يقدم كتابة حيوية وتعليقًا ذكيًا والعديد من القصص الرائعة، الممزوجة بالعاطفة والغضب.

## طالع أيضًا
- ليس لضعاف القلوب: دروس في الشجاعة والقوة والمثابرة
- الوفاق البراجماتي: العلاقات الإسرائيلية الإيرانية، 1948-1988